# Philodromus pali
Philodromus pali là một loài nhện trong họ Philodromidae.
Loài này thuộc chi Philodromus. Philodromus pali được Pawan U. Gajbe & Pawan U. Gajbe miêu tả năm 2001.